# ムラピ山

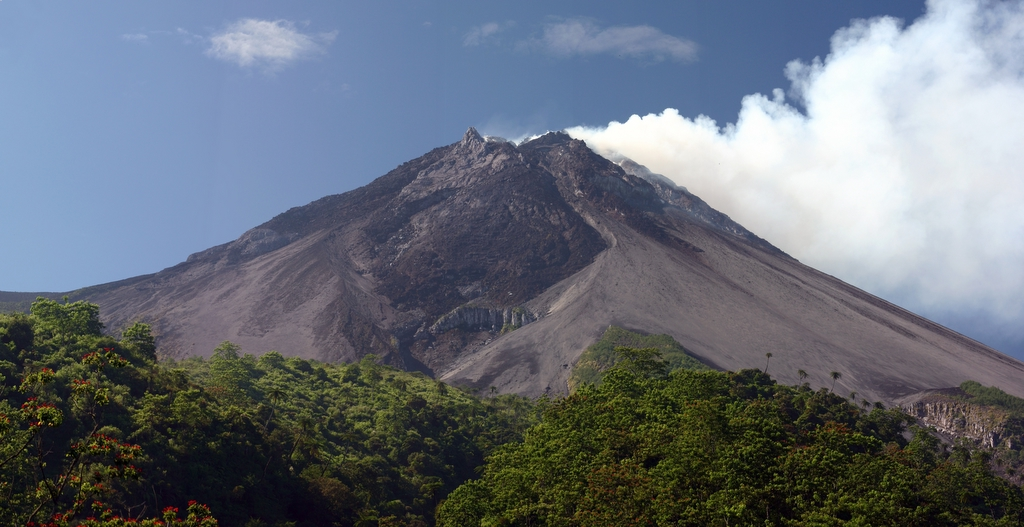
2005年7月

ムラピ山（ムラピさん、インドネシア語: Gunung Merapi）は、インドネシア・ジャワ島中央部の火山である。インドネシアでも最も活動的な火山で、ほぼ1年中噴煙を上げ、1548年以来68回噴火をしている。名称は「火の山」の意味。メラピ山とも書かれる。
活動は40万年前から始まり、1万年前から活発になった。安山岩質の溶岩ドームを崩落させて火砕流を起こすことで知られ、メラピ型火砕流と呼ばれる。同様の例としては、雲仙岳がある。
ムラピ山はジョグジャカルタに近く（約30km南）、山体には標高1,700mの地点にさえ村があり、中腹には数千人が居住している。また、噴火被害の危険性から、国際火山学地球内部化学会から防災十年火山（Decade Volcanoes）に指定されていた。

## 歴史
1006年、死者数千人、1672年、死者3,000人、1872年4月（VEI4）、死者1,400人、1930年（VEI3）、死者1,300人、1966年、死者64人、1994年には60人が犠牲になっている。他にも1548年、1786年、1822年、1846年（VEI3）、 1849年（VEI3）、1961年（VEI3）などにも爆発している。
2006年5月より火山活動が活発になり、同年5月13日に避難勧告が発令され、15日には大規模な火砕流が起こった。2人死亡。

### 2010年の噴火
- 10月25日、インドネシア政府は23-24日に起こった500回以上の火山性地震を踏まえ、ムラピ山に4段階のうち警戒レベルを最高度に引き上げ、山頂から10km以内の避難勧告を出した[2]。
- 10月26日、ムラピ山が噴火を起こして火砕流が村を直撃し、29人が死亡した。大きなものは14時4分、14時24分、15時15分の3回[3][4][5]。
- 11月4日、5時55分からの33分間の爆発は1872年以来最大で、噴煙が上空8kmまで上がった[6]。
- 11月4日深夜 - 11月5日、爆発が起こり、火砕流が13km以上下り、噴火音は20km先まで聞こえた。18km離れた村などで子供を中心に64人が死亡、今回の一連の爆発の死者は合計122人、避難者は約15万人となった。ジョグジャカルタ国際空港は5日午前閉鎖された[7][8]。約25km西にある世界遺産のボロブドゥール遺跡にも降灰があった。これまでの総噴出量は5,000万立方mに及んだ。
- 11月6日、ジャカルタ郊外にも降灰が及んだ。シンガポール航空、マレーシア航空[注釈 2][9]など16社はジャカルタへの定期便48便を休止した[10]。日本航空725便（B777-300、乗員乗客86人、1日1便）は正午頃成田空港を出たが、22時に引き返した[11]。日本航空によれば上空16kmまで噴煙があるという[12][注釈 3]。雨期に入り大雨が降りラハールが発生している。
- 11月7日、爆発は続き、死者は156人、避難者は20万人になった。シンガポール航空など数社は午後便から運航再開。日本航空は230人搭乗予定の便を欠航[13]。
- 11月8日、日本航空などは運航再開、避難者は29万人に[14]。
- 11月9日、オーストラリア気象庁は二酸化硫黄（亜硫酸ガス）が上空12,000 - 15,000mにまで達したと発表した。
- 11月10日、再噴火した。噴煙の高さは1,500mだが、全方面に灰をまき散らし、場所によっては山頂から50kmまで届いた。死亡者累計191人、重症598人になった。避難者総数は中部ジャワ州23万人、ジョクジャカルタ市11万人の合計約35万人だが、避難勧告地域が半径20kmまで拡大されたため、避難対象人口110万人の3分の1にとどまっている[15]。キャセイ航空とカンタス航空の一部のジャカルタ便が休止し、休止はバリ島のデンパサール空港に及んだ（全面休止は、現在の所ジョクジャカルタ空港のみである）[16]。アメリカのバラク・オバマ大統領のインドネシア訪問日程が短縮された。
- 11月11日
  - 災害対策庁（National Disaster Management Agency（BNPB））はラハール対策として、川の両岸から最低500m離れるように呼びかけた[17]。ジェットスター航空のバリ便が再開した[注釈 4]。
  - 古代遺跡保護局はボロブドール遺跡に害がある火山灰が3cm降ったため、重要部分をビニールシートで覆うことにした。
- 11月12日、死者累計206人。避難者総数38万人、噴出物総量1.4億立方m（1872年は1億）[18][19]。
- 11月14日
  - 死者累計242人以上[注釈 5]。日本は国際緊急援助隊専門家チーム（野上健治東工大火山流体研究センター教授他）が現地入り。小規模ながら噴火と火砕流は続き、20kmの避難圏は続いている。
  - NASAのオゾン観測装置による二酸化硫黄（亜硫酸ガス）分布地図が発表された。メラピから西にインド洋上3000kmに達し、気流に乗りオーストラリアのポートヘッドランド付近まで回流している[20]。
- 11月15日、死者は259人以上。ボランティアが1人死亡。噴火が落ち着いたため、帰宅を始める人も出てきている。火山灰により腐食のおそれがあるため、ボロブドール遺跡を掃除。
- 11月19日、危険な南側の避難地域を15kmに縮小。警戒警報は続行。
- 11月20日、死者292人、避難者27万人。ジョクジャカルタ空港再開。
- 11月21日、死者304人、避難者20万人[21]。
- 11月23日、死者322人、避難者13万人。

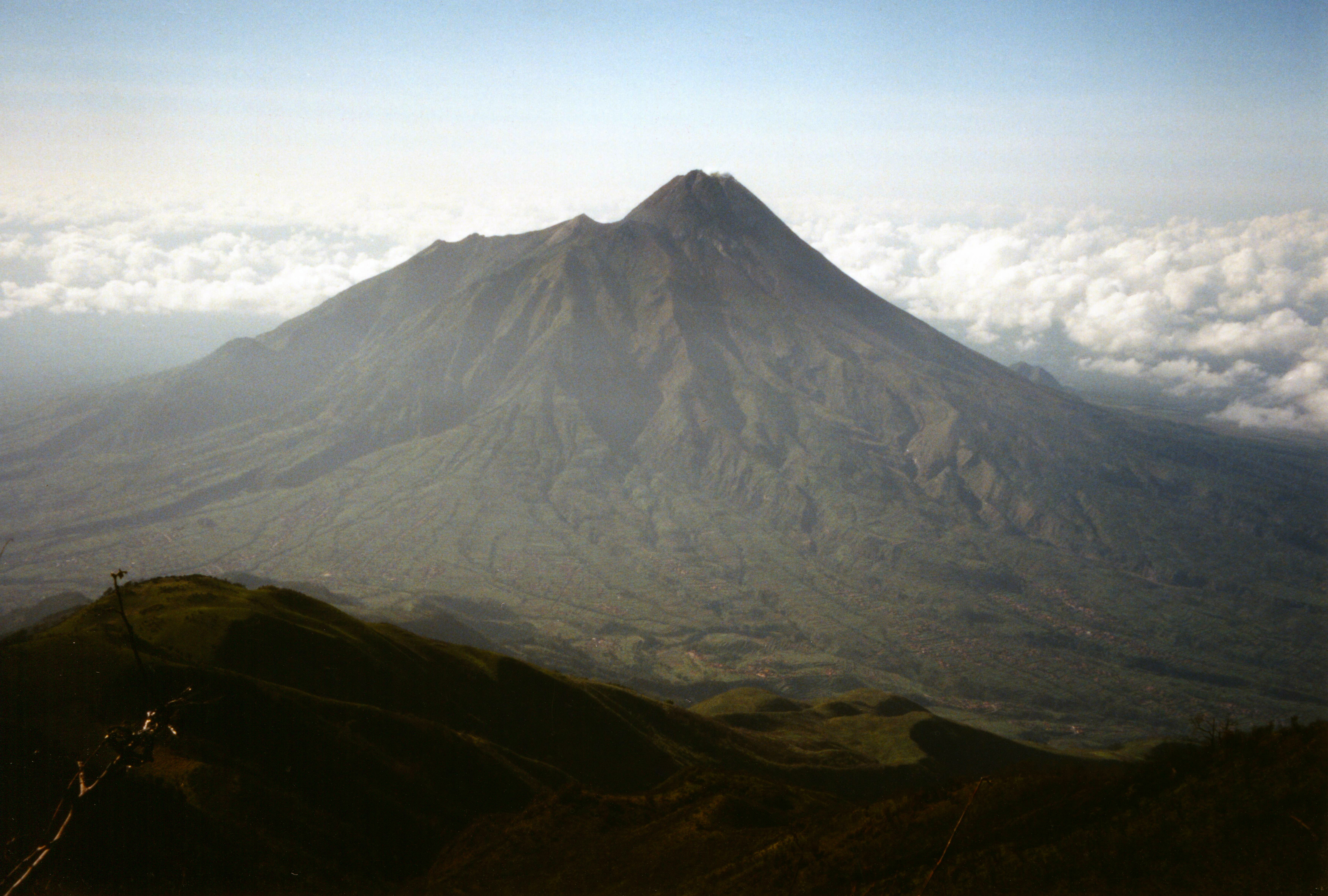
メルバブ山（英語版）から望むムラピ山
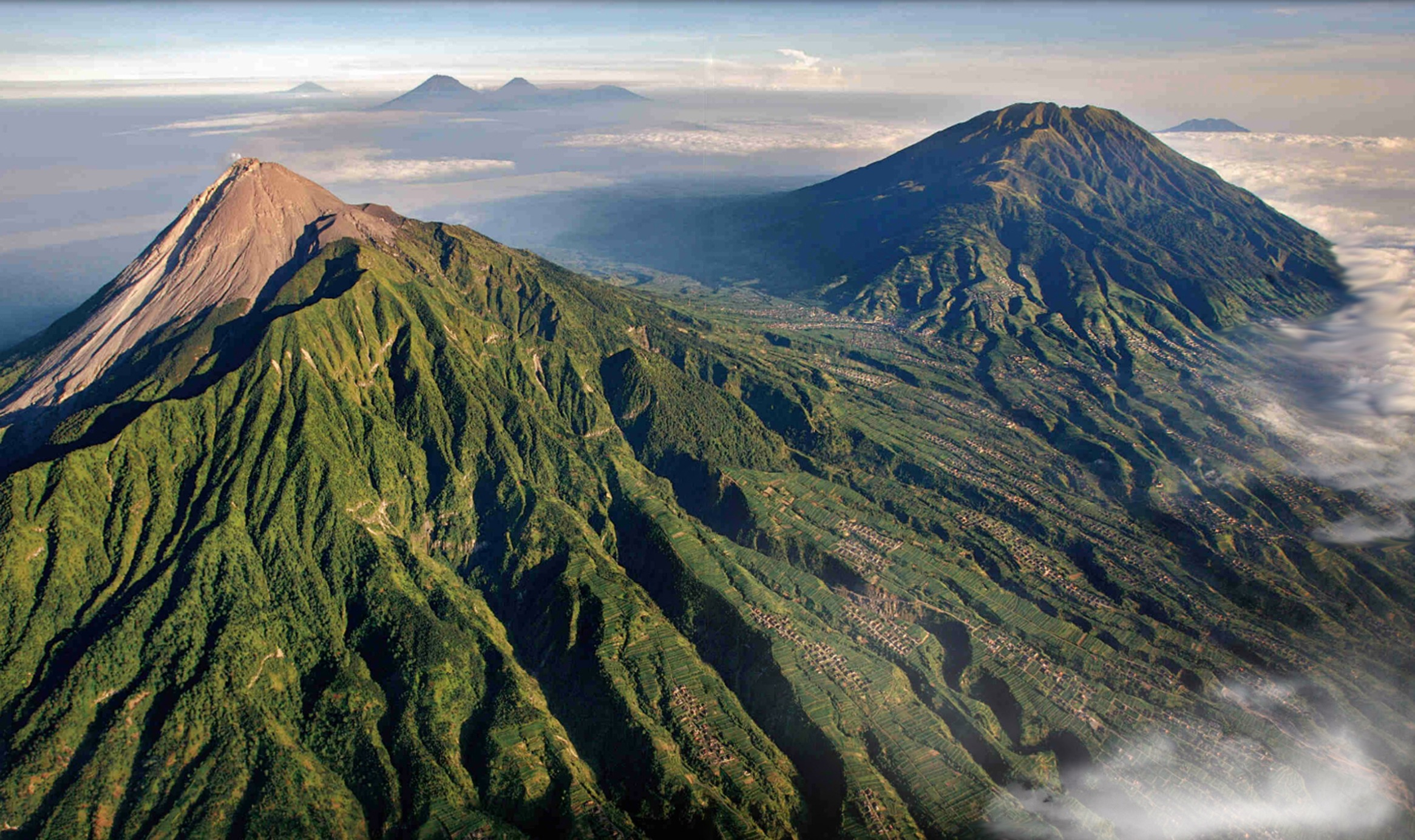
ムラピ山（左）とメルバブ山（英語版）（右）
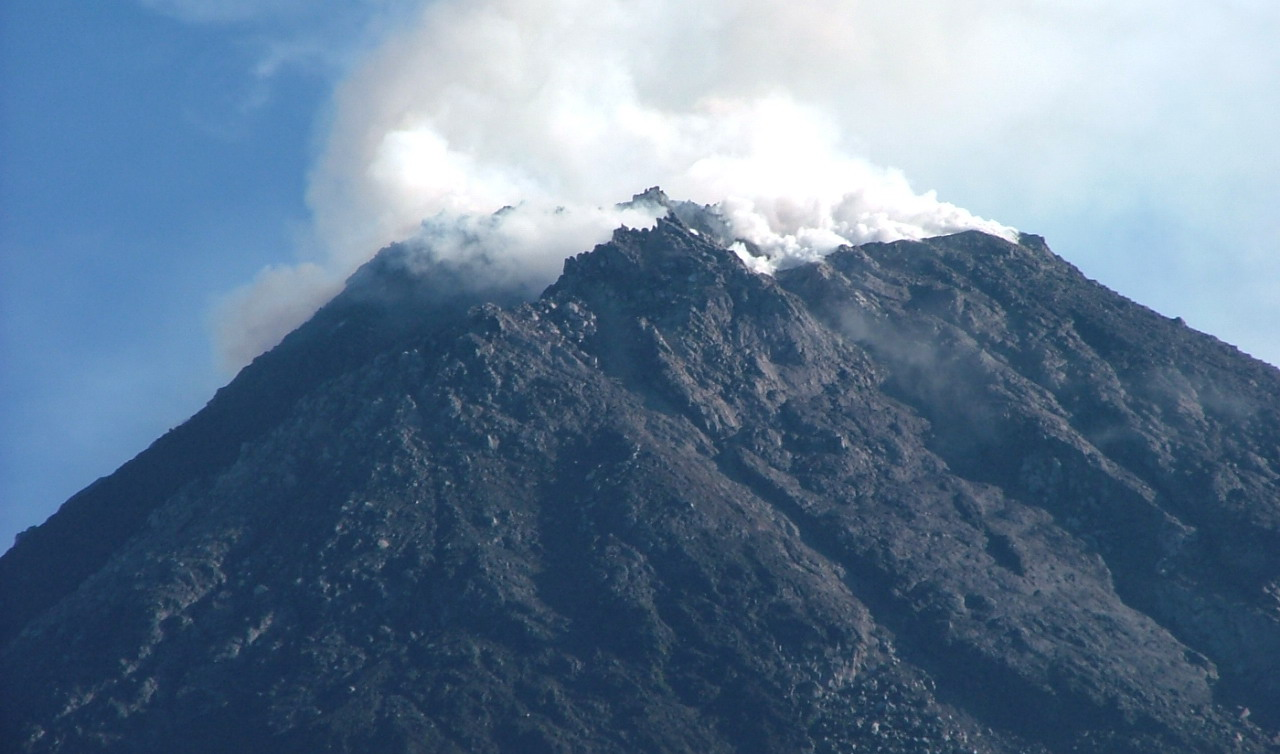
山頂の溶岩ドーム、2007年

### 2018年の噴火
日本時間5月11日9時40分頃に噴火し海抜1万3千メートルを超える高さまで噴煙があがった模様。

### 2020年以降の噴火
2020年2月13日、噴火。火口からは溶岩が流出し、噴煙は上空2000メートルに達した。その後も噴火は断続的に継続し、2021年1月7日にでも溶岩を噴出する噴火が発生した。同年1月27日には、高温の火山灰が1日で30回以上噴出、山頂から3キロ離れた地点でも降灰が確認された。2022年3月10日、複数回の噴火により、253人が避難。火口から半径7キロ以内に立ち入り規制が出された2023年5月23日、噴火。溶岩が火口から2km以上流れ出した。

## 生態系
山周辺の熱帯林はジャワ島とバリ島の山地林の生態系に属し、東洋区のスンダランド地域の生物多様性の保全にとって重要な場所である。付近にカニクイザル、ヒョウ、ソデグロムクドリなどが生息し、2020年に付近のメルバブ山、セルモ貯水池およびカルスト地形のあるムノレ丘陵一帯と共にユネスコの生物圏保護区に指定された。